# Sultan Mohammed
Sultan Mohammed fue un pintor persa de la corte safávida de Tabriz bajo el reinado del sha Ismaíl I (r. 1501-1524) y el sah Tahmasp I (r. 1524-1576). Se desempeñó como director del taller de artistas del sha Ismaíl I y como primer director de proyecto del Shahnameh de Shah Tahmasp. Le dio lecciones de pintura a Tahmasp I cuando era príncipe heredero.
El estilo de Sultan Mohammed se basó inicialmente en el lenguaje cortesano turcomano. : 34 Sheila R. Canby escribe que alrededor de 1515 estaba perfeccionando escenas de “hombres y animales habitando un mundo natural de vientos rugientes, vegetación exuberante y frenética y rocas que se asemejan a rostros grotescos”, : 31 de lo cual es un ejemplo su pintura “Rustam durmiendo mientras Rakhsh lucha contra un león” de un Shāhnāmé inacabado. Sin embargo, en la década de 1520, Sultan Mohammed fue influenciado por el modo timúrida tardío, más tranquilo y sutil, practicado en Herat; sus composiciones se volvieron más ordenadas y arquitectónicas.
La pintura de Sultan Mohammed "La corte de Gayumars" es ampliamente considerada el "logro supremo" del Shahnameh de Shah Tahmasp. : 50 Se estima que el artista trabajó en el cuadro durante tres años. : 51 En 1544, Dust Muhammad lo describió como “tal que los corazones de león de la jungla de la representación y los leopardos y cocodrilos del taller de ornamentación se acobardan ante los colmillos de su pluma y doblan el cuello ante la maravilla de sus imágenes”, haciendo una de las pocas pinturas individuales a las que se hace referencia en cualquier texto del siglo XVI. : 51 
Además del Shahnameh de Shah Tahmasp, Sultan Mohammed pudo haber contribuido a un manuscrito ilustrado de la Historia de Jamal y Jalal de Muhammad Asafi que fue copiado por el escriba sultán Ali Qayini en 1502-1503 en Herat, pero luego viajó hacia el oeste. : 29, 31 También fue uno de los pocos artistas distinguidos que contribuyó a un manuscrito ilustrado del Khamseh de Nizami que fue copiado por el escriba Shah Mahmud de Nishapur en Tabriz y producido entre 1539 y 1543. : 52–53 Además, decoró los bordes de muchos otros excelentes manuscritos safávidas. : 57–58 
Sultan Mohammed era natural de Tabriz. : 31 Era padre del artista Mirza Ali, que también contribuyó al Shahnameh de Shah Tahmasp, y abuelo del pintor e iluminador Mir Zayn al-'Abidin, que estuvo activo en el último cuarto del siglo XVI. : 51 Murió antes de 1555. : 72 